# Friedrich Dahl

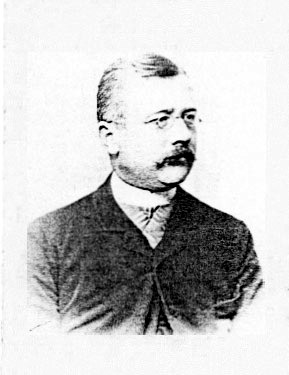
Friedrich Dahl

Karl Friedrich Theodor Dahl (* 24. Juni 1856 in Rosenhofer Brök, Herzogtum Holstein; † 29. Juni 1929 in Greifswald) war ein deutscher Zoologe.

## Leben
Als Sohn eines Landwirts studierte er an den Universitäten in Leipzig, Freiburg, Berlin und Kiel. Er unternahm Reisen in das Baltikum und 1896, finanziert vom Berliner Museum für Naturwissenschaften und der Zoologischen Forschungsstation Neapel, in die deutschen Kolonie Neuguinea, wo er mit dem deutschen Ethnographen Richard Parkinson und dessen Frau Phebe zusammentraf. 1887 wurde er Privatdozent und war 1889 Teilnehmer der Plankton-Expedition der Alexander-von-Humboldt-Stiftung. 1898 wurde er Kustos am Zoologischen Museum Berlin. 1902 nahm Dahl an der öffentlichen Diskussion im Berliner Zoologischen Garten um die biologischen Ansichten des Jesuiten Erich Wasmann teil.
Er hat viele zoologische Gruppen, bevorzugt jedoch Spinnen untersucht. Sein Interesse galt der Biogeographie. Im Jahr 1903 wurde er zum Mitglied der Gelehrtenakademie Leopoldina gewählt. Er gilt als Schöpfer des Begriffes Biotop.
Er heiratete am 19. Juni 1899 Maria Dahl (1872–1972), die ebenfalls am Institut für Zoologie in Kiel arbeitete und auch mehrere Arbeiten über Spinnen publiziert hat.
Er begründete die wissenschaftliche Bücherreihe Die Tierwelt Deutschlands und der angrenzenden Meeresteile nach ihren Merkmalen und nach ihrer Lebensweise, die seit 1925 (in unterschiedlichen Verlagen) unter seinem Namen (zitiert als: Dahl: Tierwelt oder Die Tierwelt Deutschlands) erscheint; bis 2021 sind in dieser Reihe 85 Titel erschienen.

## Veröffentlichungen
- Friedrich Dahl, Hans Lohmann: Die Halobates-Ausbeute der Plankton-Expedition (Teil a) / Die Halacarinen der Plankton-Expedition (Teil b). In: Plankton-Expedition 1889. Ergebnisse der Plankton-Expedition der Humboldt-Stiftung. Band 2, Teil: G. J. Cramer, Lehre 1971 (Autorisierter Neudruck der Ausgabe Lipsius / Tischer, Kiel / Leipzig 1893).
- Anleitung zu zoologischen Beobachtungen. In: Wissenschaft und Bildung. 2., verbesserte Auflage. Band 61. Quelle & Meyer, Leipzig 1929.
- Friedrich Dahl, Maria Dahl: Lycosidae s. lat. (Wolfsspinnen im weiteren Sinne). In: Die Tierwelt Deutschlands und der angrenzenden Meeresteile nach ihren Merkmalen und nach ihrer Lebensweise. Teil: 5.; 2. ConchBooks, Hackenheim 1928.
- Tiergeographie. In: Enzyklopädie der Erdkunde. Teil 10. F. Deuticke, Wien 1925.
- Friedrich Dahl (Hrsg.): Die Tierwelt Deutschlands und der angrenzenden Meeresteile nach ihren Merkmalen und nach ihrer Lebensweise. Band 1–67, (1925–1989), Band 68 ff. (1994 ff.). ConchBooks, Hackenheim.
- Vergleichende Psychologie oder Die Lehre von dem Seelenleben des Menschen und der Tiere. G. Fischer, Jena 1922.
- Grundlagen einer ökologischen Tiergeographie. Band 1 und 2. G. Fischer, Jena 1921.
- Grundlagen einer ökologischen Tiergeographie. G. Fischer, Jena 1921.
- Der sozialdemokratische Staat im Lichte der Darwin-Weismannschen Lehre. Fischer, Jena 1920.
- Leitfaden zum Bestimmen der Vögel Mittel-Europas ihrer Jugendkleider und ihrer Nester. Gebrüder Borntraeger, Berlin 1912.
- Die Asseln oder Isopoden Deutschlands. Fischer, Jena 1916, doi:10.5962/bhl.title.9943.
- Kurze Anleitung zum wissenschaftlichen Sammeln und zum Konservieren von Tieren. 3., verbesserte Auflage. Fischer, Jena 1914.
- Die Beziehung des Körperbaues und der Farben zur Umgebung. In: Vergleichende Physiologie und Morphologie der Spinnentiere unter besonderen Berücksichtigung der Lebensweise. Teil 1. Fischer, Jena 1913.
- Die Halobatiden der Plankton-Expedition. In: Ergebnisse der Plankton-Expedition der Humboldt-Stiftung. Band 2, G, a. Lipsius & Tischer, Kiel / Leipzig 1893 (Beigefügtes Werk: Die Halacarinen der Plankton-Expedition von H. Lohmann).
- Victor Hensen, Friedrich Dahl: Reisebeschreibung der Plankton-Expedition. In: Otto Krümmel (Hrsg.): Ergebnisse der Plankton-Expedition der Humboldt-Stiftung. Band 1, A. Lipsius & Tischer, Kiel / Leipzig 1892.
- Die Nothwendigkeit der Religion, eine letzte Consequenz der Darwinschen Lehre. Weiss, Heidelberg 1886.
- Die Tierwelt Deutschlands und der angrenzenden Meeresteile nach ihren Merkmalen und nach ihrer Lebensweise / begründet von Friedrich Dahl. Weitergeführt von Maria Dahl und Hans Bischoff. Autorisierte Faksimile Auflage. University Microfilms Internat, Ann Arbor, MI / London (Reprinted on demand).